# Matador (série télévisée américaine)
Ne doit pas être confondu avec Matador (série télévisée).
Pour les articles homonymes, voir Matador (homonymie).
Matador est une série télévisée américaine en treize épisodes de 42 minutes créée par Roberto Orci, Andrew Orci, Dan Dworkin et Jay Beattie, diffusée entre le 15 juillet et le 7 octobre 2014 sur la chaine El Rey.

## Synopsis
Agent sous couverture pour la DEA, Antonio « Tony » Bravo est recruté par la CIA pour infiltrer l'équipe de football des Riots de Los Angeles et ainsi approcher son propriétaire, Andrés Galan, soupçonné d'activités illicites. Tony se fait donc passer pour un joueur de la franchise. Il est rapidement surnommé « Matador », après un affrontement avec un autre joueur surnommé le « taureau ». Tony devient vite très populaire, mais il ne doit pas oublier sa mission initiale.

## Distribution

### Personnages principaux
- Gabriel Luna : Tony « Matador » Bravo, joueur de football pour les L.A. Riot et agent de la CIA[1]
- Nicky Whelan : Annie Mason[2],[3]
- Neil Hopkins : Noah Peacott[4],[3]
- Alfred Molina : Andrés Galan, le propriétaire de la franchise des L.A. Riot[4]
- Tanc Sade (en) : Alec Holester, l'attaquant star des L.A. Riot et ancien de l'équipe nationale anglaise[3]

### Personnages récurrents
- Yvette Monreal : Senna Galan, celebutante et fille d'Andrés Galan[3]
- Elizabeth Peña : Maritza Sandoval, la mère de Tony, Ricky et Cristina[3]
- Julio Oscar Mechoso : Javi Sandoval, le mari de Maritza et père Tony, Ricky et Cristina[3]
- Christina Ochoa : Karen Morales, une amie d'enfance de Tony.
- Louis Ozawa Changchien : Samuel, le dangereux « bras droit » d'Andrés Galan[3]
- Sammi Rotibi : Didi Akinyele, l'assistant de l'entraineur des L.A. Riot[3]
- Jonny Cruz (en) : Ricky Sandoval, fils de Maritza et Javi[3]
- Isabella Gomez : Cristina Sandoval, la fille adolescente Maritza et Javi[3]
- Peter Gadiot : Caesar, un ancien danseur[3]
- Christopher Cousins : Llewyn Wayne Smith, le directeur adjoint de la CIA responsable du département qui a recruté Tony[5]
- Eve Torres : Reyna Flores, une journaliste suivant la carrière de Tony[5]
- Margot Bingham : Abigail « Billie » Fisher, une analyste de la CIA[5]

### Caméos
- Demi Lovato (épisode 1)
- Wilmer Valderrama : un invité à la fête (non crédité - épisode 1)

## Fiche technique
Sauf indication contraire, les informations mentionnées dans cette section peuvent être confirmées par la base de données cinématographiques IMDb,  présente dans la section « Liens externes ».
- Créateurs : Roberto Orci, Andrew Orci, Dan Dworkin et Jay Beattie
- Scénaristes : Dan Dworkin, Jay Beattie, Roberto Orci, Steve Lichtman, Evan Bleiweiss, Glen Whitman, John Humber, Joy Blake, Jeremy Kaufman et Rosalind Ross
- Décors : Anthony Medina
- Costumes : Laura Goldsmith
- Musique : Juan Carlos Rodríguez
- Production : Jill Danton

Coproducteurs : Aaron Baiers, Leanne Moore, O'Shea Read et Glen Whitman
Producteurs délégués : Jay Beattie, Dan Dworkin, John Fogelman, Heather Kadin, Alex Kurtzman, Roberto Orci, Christina Patwa, Robert Rodriguez
Producteurs consultants : Joy Blake, Andrew Orci, David Ramser, Steven Ramser et Nikki Toscano
- Sociétés de production : K/O Paper Products et Entertainment One Television
- Distribution : El Rey Network

## Épisodes
1. Quid Go Pro - réalisé par Robert Rodriguez
2. The Naked and the Dead - réalisé par Nick Copus
3. Idol Worship - réalisé par Nick Copus
4. Code Red Card - réalisé par Stephen Williams
5. Enter the Worm - réalisé par Dwight H. Little
6. Misanthropology - réalisé par Larry Teng
7. Mano A Mano - réalisé par Joseph E. Gallagher
8. Everything Old is New Again - réalisé par Paul A. Edwards
9. Wells Fargo Presents: The Anguish of Rosarito - réalisé par Matt Earl Beesley
10. Night of the Whale - réalisé par Roxann Dawson
11. Riot 'Til I Die - réalisé par Josh Butler
12. Dead Dreaming in Bagan - réalisé par Joe Gallagher
13. Mala Sangre - réalisé par Robert Rodriguez

## Développement et production
Alors qu'une deuxième saison était initialement annoncée, la chaine El Rey annule la série en précisant qu'elle n'a pas rencontré de succès international.